# Park megye (Colorado)
Park megye az Amerikai Egyesült Államokban, azon belül Colorado államban található. Megyeszékhelye Fairplay, legnagyobb városa Bailey. Lakosainak száma 17 390 fő (2020. április 1.).

## Szomszédos megyék
- Clear Creek megye (észak)
- Jefferson megye (északkelet)
- Teller megye (kelet)
- Fremont megye (délkelet)
- Chaffee megye (délnyugat)
- Lake megye (nyugat)
- Summit megye (északnyugat)

## Népesség
A megye népességének változása:
| Lakosok száma | 16 267 | 16 101 | 16 069 | 16 121 | 16 510 | 17 390 |
|               | 2010   | 2011   | 2012   | 2013   | 2015   | 2020   |